# Richard Rorty
Richard Rorty (n. 4 octombrie 1931 – d. 8 iunie 2007) a fost filosof american, asociat cel mai frecvent cu mișcările filozofice ale pragmatismului, structuralismului și postmodernismului.

## Date biografice
S-a născut la New York. Copilăria și-a petrecut-o însă în Flatbrookville, New Jersey,  unde părinții săi s-au mutat când acesta avea doar un an. A fost singurul copil al lui James și Winnifried Rorty. Tatăl lui, James Rorty, simpatizant al Partidului Comunist, s-a numărat printre editorii revistei New Masses, o publicație americană de orientare marxistă.
A absolvit Universitatea din Chicago în 1949 unde l-a avut ca profesor pe Rudolf Carnap; în 1956 obține doctoratul la Yale University. În 1961 devine profesor la Universitatea din Princeton unde predă până în 1982 când abandonează catedra de la Princeton pentru a activa ca profesor pentru științe umane la Universitatea din Virginia. În 1998 se mută la Stanford University ca profesor de literatură comparată.
A publicat articole de reviste și studii pe teme de filosofia limbajului, filosofia cunoașterii și filosofia minții.
A fost membru al Academiei Americane de Arte și Științe și al Societății Filosofice Americane.
Considerat un reprezentant major al pragmatismului contemporan, Rorty pune în discuție rolul filosofiei în cultura occidentală modernă și critică pozițiile promovate de filosofia târzie a lui Wittgenstein, a lui Russell, Quine sau filosofia lui Donald Davidson.
A murit în 8 iunie, în Palo Alto, California, la 75 de ani, de cancer pancreatic.

## Selecție lucrări
- Philosophy and the Mirror of Nature, 1979
- Consequences of Pragmatism, 1982
- Philosophy in History, 1985
- Contingency, Irony, and Solidarity, 1989
- Objectivity, Relativism and Truth: Philosophical Papers I, 1991
- Essays on Heidegger and Others: Philosophical Papers II, 1991
- Achieving Our Country: Leftist Thought in Twentieth Century America, 1998
- Truth and Progress: Philosophical Papers III, 1998
- Philosophy and Social Hope, 2000
- Against Bosses, Against Oligarchies: A Conversation with Richard Rorty, 2002
- The Future of Religion cu Gianni Vattimo, 2005
- Philosophy as Cultural Politics: Philosophical Papers IV, 2007